# Policoro (matematica)

L'ipercubo è il policoro più conosciuto, contenente otto celle cubiche, tre attorno ad ogni lato.
È qui visualizzato come una proiezione del diagramma di Schlegel nello spazio tridimensionale, distorcendo la regolarità, ma mantenendo la sua continuità topologica. L'ottava cella nella proiezione rappresenta il bordo esterno, e può essere considerata come rivoltata.

In geometria, un politopo quadridimensionale viene talvolta chiamato policoro, dalla radice greca poly, che significa "molti", e choros che significa "spazio".
Viene anche chiamato 4-politopo o poliedroide. L'analogo bidimensionale di un policoro è un poligono, e l'analogo tridimensionale è un poliedro.
(Si noti che il termine policoro è una invenzione recente e ha un uso limitato per il momento. È stato chiamato in causa da Norman Johnson e George Olshevsky — vedi il Uniform Polychora Project — ma è poco conosciuto nella teoria generale dei politopi.)

## Definizione
Un policoro è una figura chiusa quadridimensionale con vertici, spigoli, facce, e celle. Un vertice è un punto dove si incontrano 4 o più spigoli. Uno spigolo è un segmento dove tre o più facce si incontrano, e una faccia è un poligono dove si incontrano due celle. Una cella è l'analogo tridimensionale di una faccia, ed è pertanto un poliedro. Inoltre, i requisiti seguenti devono essere soddisfatti:
1. Ogni faccia deve congiungere esattamente due celle.
2. Celle adiacenti non sono sullo stesso iperpiano tridimensionale.
3. La figura non è composta da altre figure che soddisfano i requisiti.